# エリザベス・フォン・アーニム

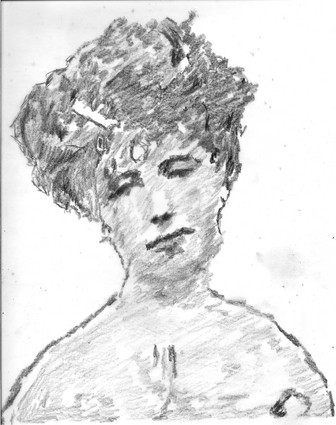
エリザベス・フォン・アーニム

エリザベス・フォン・アーニム (Elizabeth von Arnim、本名：Mary Annette Gräfin von Arnim、 旧本名：Mary Annette Beauchamp、1866年8月31日 - 1941年2月9日) はオーストラリア出身の小説家である。結婚に伴い、ドイツ貴族の名を得た。同じく小説家であり、ニュージーランド出身のキャサリン・マンスフィールドは従妹に当たる。

## 経歴
エリザベス・フォン・アーニムは、メアリー・アネット・ボーシャン（Mary Annette Beauchamp）の名で、オーストラリアのシドニーに生まれた。イングランドで育ち、1891年にプロイセンの貴族であるヘニング・アウグスト・フォン・アルニム伯爵（ Henning August Graf von Arnim ）と結婚した。夫はプロイセン王フリードリッヒ・ヴィルヘルム一世の来孫（曾孫の孫：the great-great-great-grandson）にあたる。
フォン・アルニムとは、父親と行ったイタリア旅行で知り合い、ロンドンで結婚したが、二人はベルリンに住んだ。そこから更にフォン・アルニム家の所領がある片田舎、ポメラニアのナッセンハイデに移った。夫婦の間には女4人、男1人、合計5人の子が生まれた。ナッセンハイデにおける子供たちの家庭教師の中にはE・M・フォースター と ヒュー・ウォルポールの名がある。
文筆家としての経歴は、1898年に出版された『エリザベスと彼女のドイツの庭園（Elizabeth and Her German Garden）』から始まる。これは匿名による半ば自伝的な作品で、牧歌的なロマンス小説であった。この本は非常な好評をもって受け入れられ、最初の一年で21刷を重ねた。この為、彼女は作家として作品を更に書き、20冊の書物を残した。これらはすべて「エリザベスと彼女のドイツの庭園の著者」の名で出版された。
フォン・アルニム伯爵は1910年に他界し、彼女は、1916年にバートランド・ラッセルの兄である第2代ラッセル伯ジョン・フランシス・スタンリー・ラッセルと再婚した。この結婚は失敗に終わり、エリザベスはアメリカ合衆国に逃避し、1919年に離婚が成立した。彼女はH・G・ウェルズと恋愛関係になったこともある。
晩年は、ロンドン、スイス、フランスのリヴィエラで過ごした。第二次世界大戦の勃発と共に、アメリカ合衆国に移り永住することにした。1941年にその地で逝去した。
『 The Enchanted April 』は『 Enchanted April 』の題名で二度映画化された。まず1935年に、アメリカ合衆国のハリー・ボーモント監督、アン・ハーディングらによって作られ、この時の脚本はラジオドラマを元にしていた。1991年にはイギリスのマイク・ニューウェル監督によってリメイクされた。後者は日本でも公開され、邦題は『魅せられて四月』であった。

## 代表作
- Elizabeth and Her German Garden (1898)
- The Solitary Summer (1899)
- Fräulein Schmidt and Mr Anstruther (1907) （書簡体小説、 Fräulein も参照）
- The Caravaners (1909)
- Christine (1917) （アリス・チャムリー Alice Cholmondeley 名義）
- Vera (1921)
- The Enchanted April (1922) （『Enchanted April』のタイトルで1992年に映画化。邦題『魅せられて四月』）
- All the Dogs of My Life (1936) （自伝）
- Mr. Skeffington (1940) 1944年に映画化

### Project Gutenberg
- Christopher and Columbus
- Elizabeth and Her German Garden
- The Enchanted April
- The Princess Priscilla's Fortnight
- The Solitary Summer